# Петер Кандид
Петер Кандид всъщност Питер де Вите (Peter Candid, Pietro Candid, Pieter de Witte) е роден във Фландрия ренесансов художник и график.

## Биография
Роден е ок. 1548 в Брюге. От 1568 г. той живее при баща си изливача на бронз Елиас де Вите във Флоренция.
Ученик е на Джорджо Вазари и от 1575 г. работи за великия херцог на Тоскана Фердинандо I Медичи. През 1586 г. той е повикан от херцог Вилхелм V в Мюнхенския двор и остава да живее в Бавария. За неговия наследник херцог Максимилиан I той изрисува множество зали в Мюнхенската резиденция. Рисува в църкви.
Умира през 1628 г. в Мюнхен.

## Галерия
- Еней се приема от Венера в Олимп
- Оплакване на Христа, ок. 1585–86
- Алегория на суетата
- Олтарно табло във Фрауенкирхе в Мюнхен, 1620
- „Денят и нощта“, офорт, 1698
- „Месеците: Май“, офорт, ок. 1700
- „Месеците: Септември“, офорт, ок. 1700
- „Месеците: Декември“, офорт, ок. 1700